# Agrotis porphyricollis
Agrotis porphyricollis är en fjärilsart som beskrevs av Achille Guenée 1852. Agrotis porphyricollis ingår i släktet Agrotis och familjen nattflyn. Inga underarter finns listade i Catalogue of Life.

## Bildgalleri

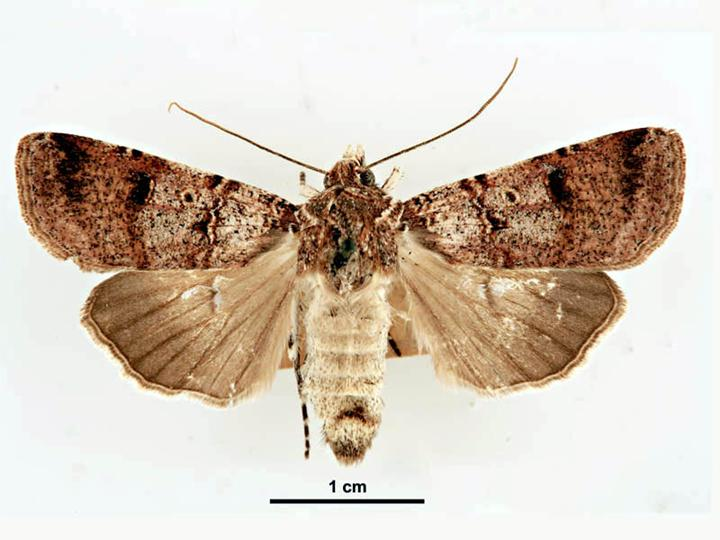
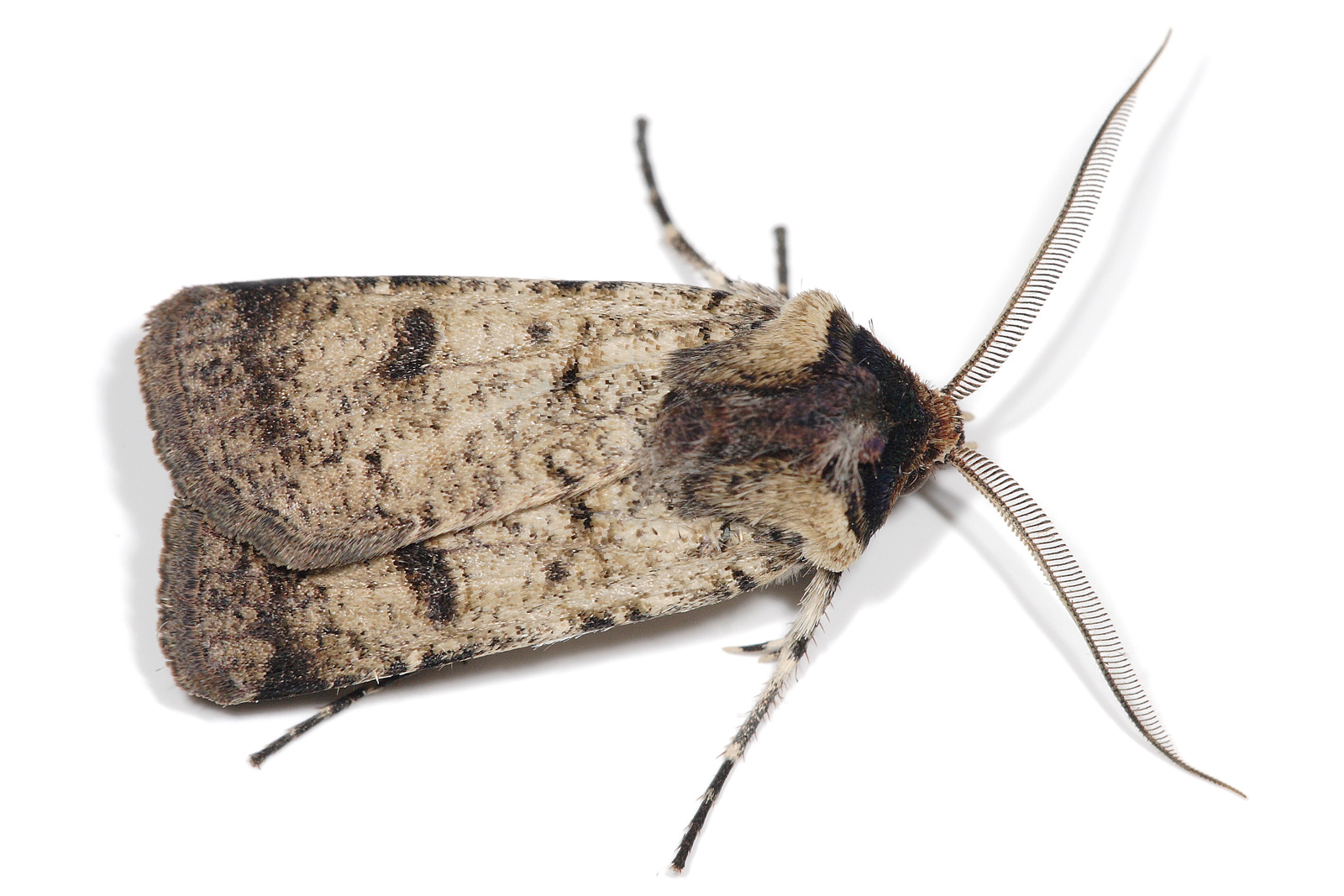
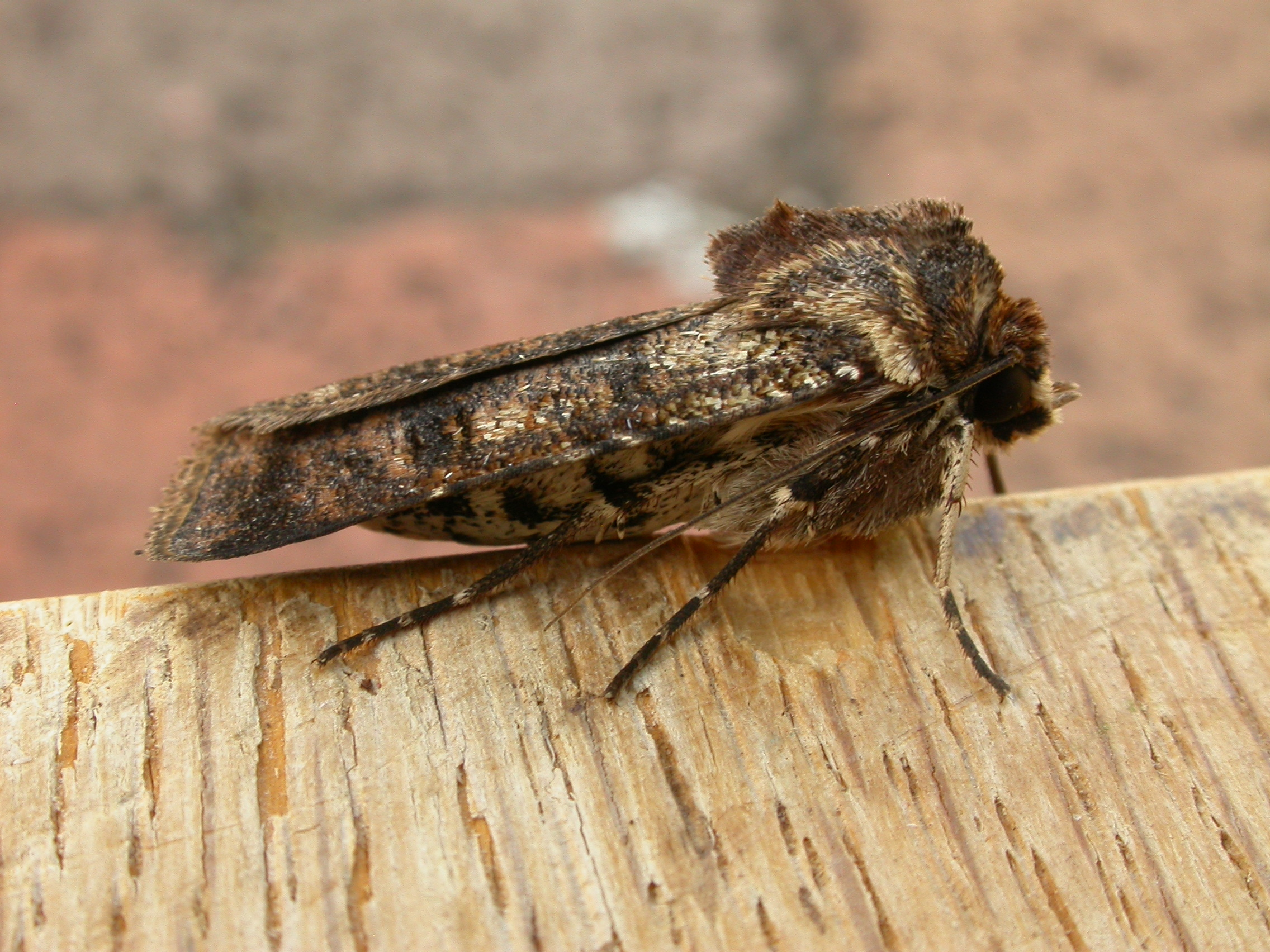
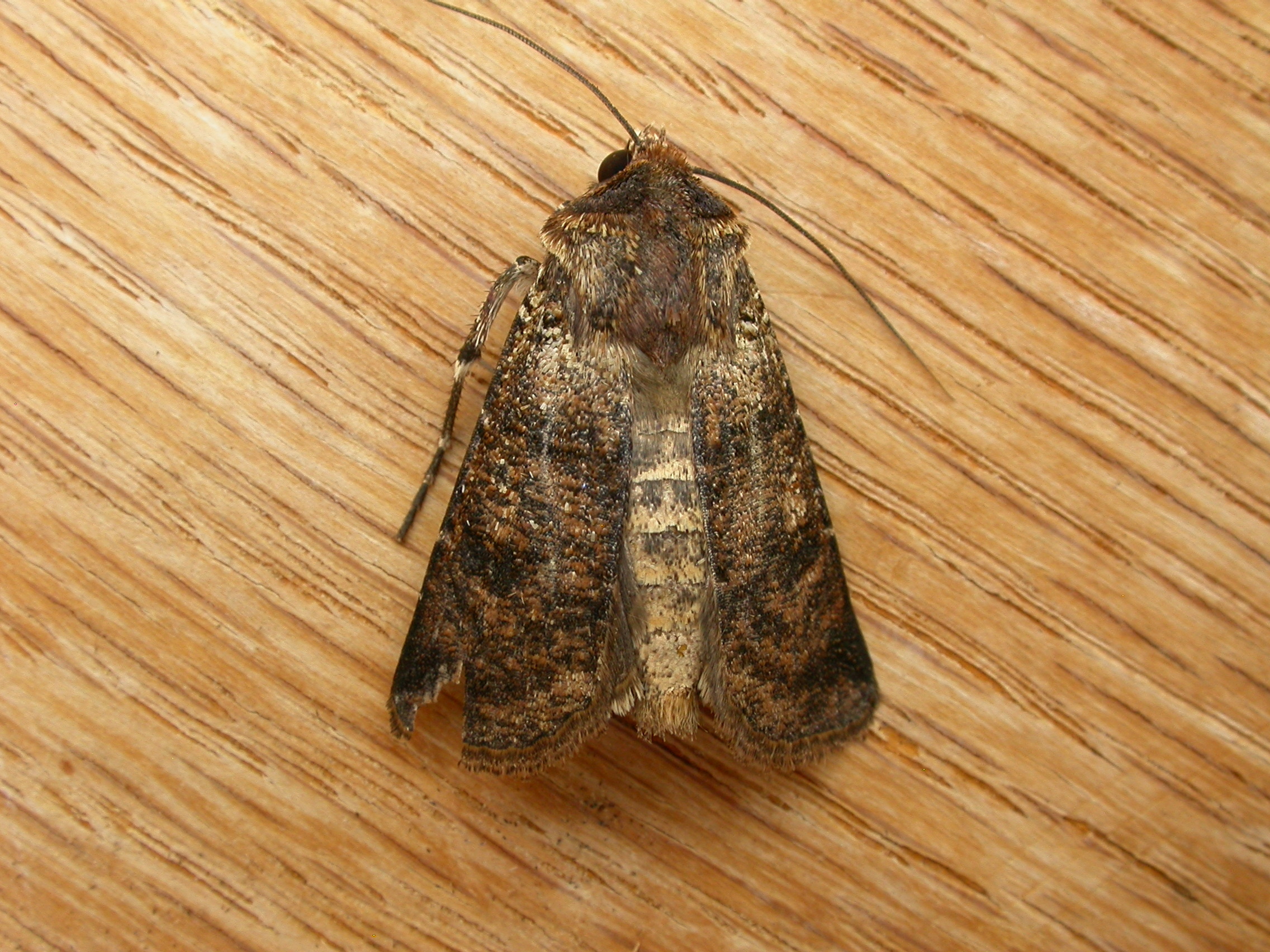
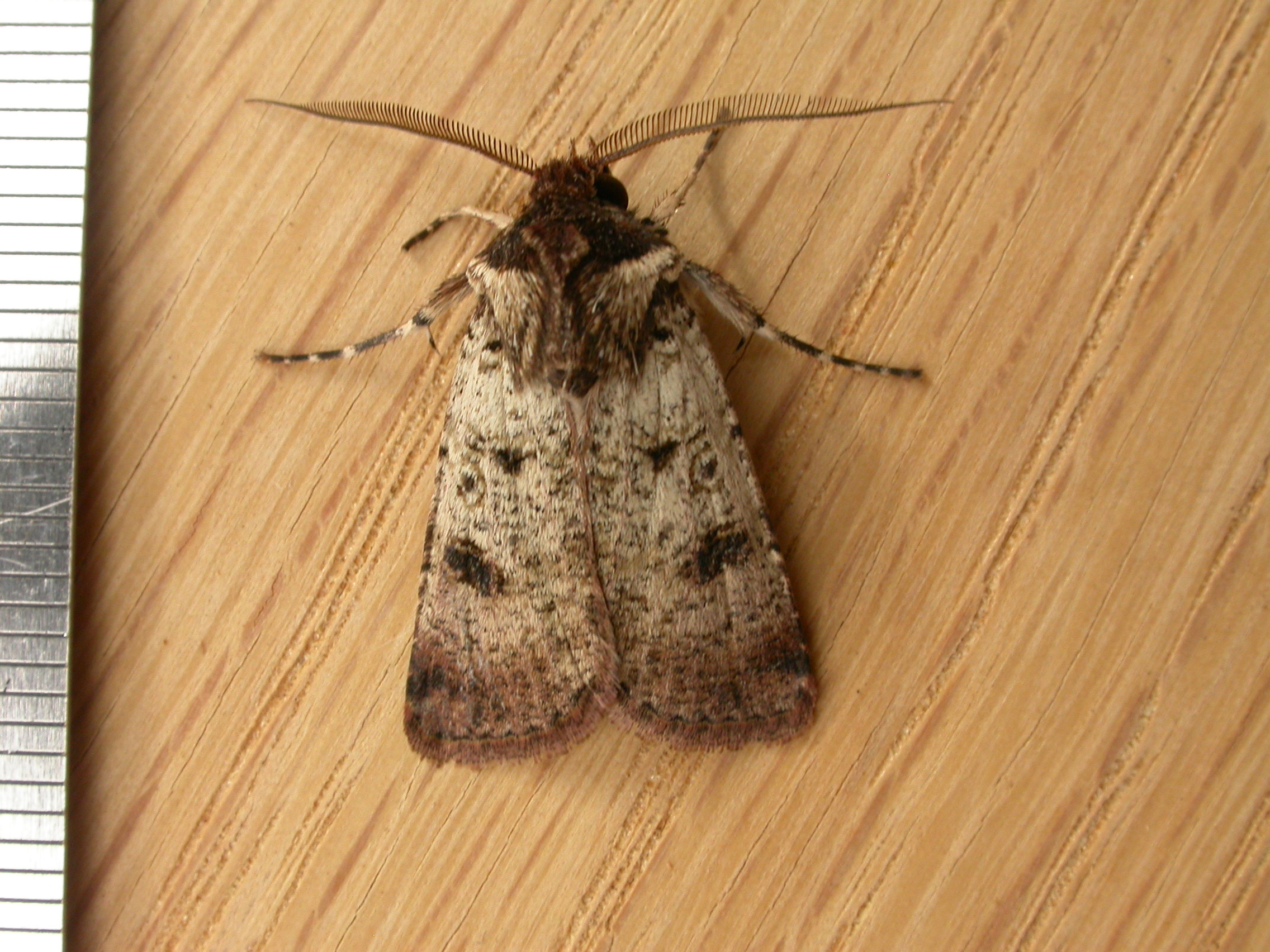
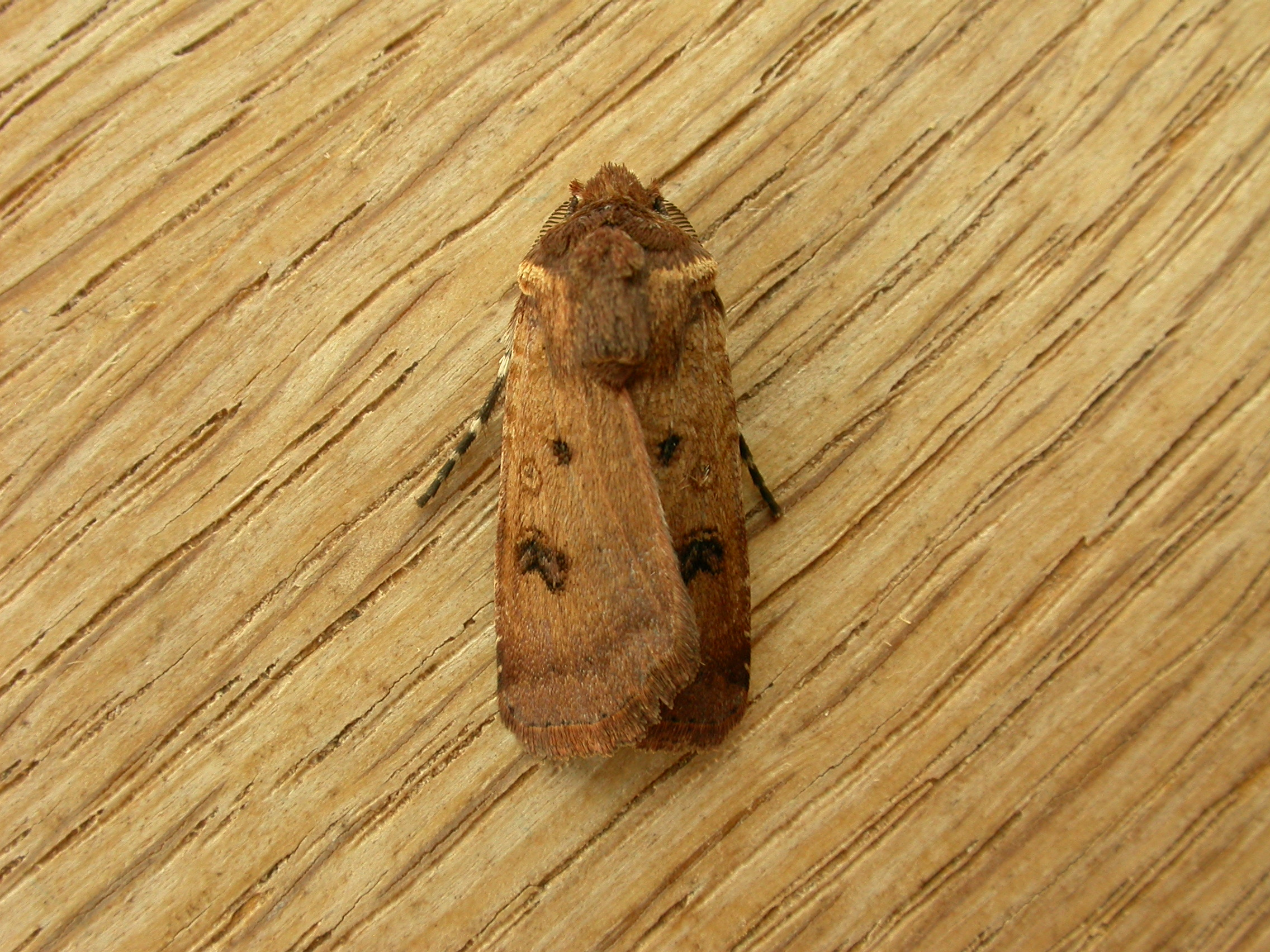